# چارلز لوگان

تصویر گریگوری ایتزین (چارلز لوگان)

چارلز لوگان (به انگلیسی: Charles Logan) نام یکی از شخصیت‌های سریال ۲۴ است که گریگوری ایتزین آن را ایفای نقش می‌کند.

## ایفای نقش
او در این سریال در فصل‌های ۸٬۶٬۵٬۴ نقش‌آفرینی کرده‌است.

### فصل چهارم
در این فصل در اوایل با ترور پرزیدنت جان کیلر چارلز به کمک مایک نویک مسئولیت کارها را بر عهده می‌گیرد، او در ابتدا ناتوان و بی‌عرضه است و به همین منظور از رئیس‌جمهور سابق و با تجربه دیوید پالمر کمک می‌خواهد تا کارها را انجام دهد، پس از این حوادثی از جمله مهار تروریست خطرناک (حبیب مروان) صورت می‌گیرد که در دورهٔ ریاست جمهوری او افتخاری محسوب می‌شود.

### فصل پنجم
در این فصل چارلز لوگان تصمیم به انعقاد قرار دادی با روسیه و رئیس‌جمهور یوری سوواروف می‌گیرد، تروریست‌ها در صدد می‌آیند جلوی این قرارداد را بگیرند که باتلاش جک باور کارشان ناموفق می‌ماند، در اوایل او تظاهر می‌کند از خیانت یکی از مشاورانش به نام والت کامینگز بی‌خبر است و تصمیم به سکوت دربرابر خواسته تروریست‌ها که تعیین مسیر پرزیدنت سوواروف و ترور آن است می‌گیرند که با تلاشهای آرون پیرس این ترور صورت نمی‌گیرد، در اواخر فصل مشخص می‌شود که لوگان با عوامل خطرناک همکاری می‌کند، با تلاش‌های جک باور خیانت رئیس‌جمهور لوگان مشخص می‌شود و او عزل می‌شود، همچنین همسرش مارتا لوگان او را ترک می‌کند و با آرون پیرس مأمور شجای سرویس مخفی ارتباط برقرار می‌کند.

### فصل ششم
در این فصل لوگان به ظاهر پشیمان است و می‌خواهد به دولت در جهت دستگیری تروریست‌ها کمک کند.

### فصل هشتم
در این فصل نیز چارلز لوگان به قصد کمک می‌آید و معلوم می‌شود که با رئیس‌جمهور روسیه (یوری سوواروف) ارتباط داشته و به دنبال قدرت بوده‌است، در آخر او اقدام به خودکشی می‌کند که معلوم نمی‌شود زنده می‌ماند یا مرده‌است.